# Lecionário 135
O Lecionário 135 (designado pela sigla ℓ 135 na classificação de Gregory-Aland) é um antigo manuscrito do Novo Testamento, paleograficamente datado do Século VIII d.C.[a]
Este codex contém lições dos evangelhos de Mateus, Marcos, Lucas e João (conhecido como Evangelistarium), com algumas lacunas no fim do texto[a]. Foi escrito em grego, e actualmente se encontra na Biblioteca do Vaticano.